# Mesochorus flavidus
Mesochorus flavidus là một loài tò vò trong họ Ichneumonidae.